# کنوتیک
«کنوتیک» اولین آلبوم از گروه موسیقی هاموک در سبک موسیقی امبینت/پست-راک است که در مارس ۲۰۰۵ منتشر شد؛ و عموماً نقدهای مثبتی دریافت کرد.